# Kurt Dauda
Kurt Rudolf Erwin Dauda (* 17. Februar 1913 in Friedrichsfelde, Provinz Brandenburg; † unbekannt) war ein deutscher Fußballspieler.

## Karriere
Dauda gehörte dem BTuFC Viktoria 89 – nach Umbenennung am 19. August 1933 – dem BFC Viktoria 1889 als Stürmer an, für den er zunächst von 1931 bis 1933 in den vom Verband Brandenburgischer Ballspielvereine organisierten Meisterschaften Punktspiele bestritt.
In der im Bezirk Berlin-Brandenburg in zwei Gruppen ausgetragenen Meisterschaft 1931/32 schloss seine Mannschaft die Gruppe B als Zweitplatzierter ab und verpasste um einen Punkt die Teilnahme an der Finalrunde, die der Berliner Tennis-Club Borussia für sich entschied. In der Folgesaison setzte sich seine Mannschaft in der zehn Mannschaften umfassenden Gruppe A mit einem Punkt Vorsprung vor dem Berliner Tennis-Club Borussia als Sieger durch. In der sich anschließenden Finalrunde setzte sich Hertha BSC souverän durch. Das notwendig gewordene Entscheidungsspiel zur Ermittlung eines zweiten Teilnehmers für die Endrunde um die Deutsche Meisterschaft gewann er mit seinem Verein gegen den in der Finalrunde punktgleichen Berliner SV 1892 nach Hin- und Rückspiel mit 6:4. Sein Debüt in der Endrunde endete bereits nach dem Achtelfinale, das am 14. Mai 1933 gegen den FC Schalke 04 auf der Kampfbahn Rote Erde in Dortmund mit 1:4 verloren wurde.
Von 1933 bis 1936 spielte er in der Gauliga Berlin-Brandenburg. Sie war eine von zunächst 16, später von 23 Gauligen, die in der Zeit des Nationalsozialismus die höchste Spielklasse im Deutschen Reich bildeten. Mit der 1934 errungenen Gaumeisterschaft in einer zwölf Mannschaften umfassenden Liga, war seine Mannschaft ein weiteres Mal für die Teilnahme an der Endrunde um die Deutsche Meisterschaft qualifiziert. In der in vier Gruppen zu je vier Mannschaften ausgetragenen Meisterschaft bestritt er alle sechs Spiele der Gruppe A und erzielte in jedem Gruppenspiel jeweils ein Tor. Als Gruppensieger zog er mit seiner Mannschaft in das am 17. Juni 1934 in Leipzig angesetzte Halbfinale ein, das jedoch mit 1:2 gegen den 1. FC Nürnberg verloren wurde; er erzielte das einzige Tor seiner Mannschaft mit dem Treffer zum Ausgleich in der 41. Minute. Des Weiteren bestritt er einzig das am 13. Juni 1936 mit 2:1 gewonnene Erstrundenspiel im Tschammerpokal-Wettbewerb gegen den SC Wacker Leipzig, gegen den er das Siegtor in der 76. Minute erzielte.

## Erfolge
- Gaumeister Berlin-Brandenburg 1934
- Zweiter der Meisterschaft Berlin-Brandenburg 1933